# NeWS
NeWS (англ. Network extensible Window System, «сетевая расширяемая оконная система») — оконная система, разработанная Джеймсом Гослингом и Дэвидом Розенталем из Sun Microsystems в середине 1980-х. Оригинальным названием было «SunDew». Интерпретатор NeWS был основан на PostScript (как позже Display PostScript, хотя два проекта не были связаны). Как и PostScript, NeWS могла быть использована в качестве языка программирования, но, в отличие от PostScript, она позиционировалась как новый, переносимый подход к разработке графических интерфейсов программ, с поддержкой мыши.

## Описание
Основная идея NeWS в клиент-серверной архитектуре, где со стороны клента NeWS-сервер является интерпретатором языка программирования. Для сравнения, в других оконных системах того времени взаимодействие сервера и клиента осуществлялось с помощью ограниченного набора типов сообщений, тогда как в подходе NeWS сервер становился расширяемым при наличии средств определения новых понятий в языке. Тем самым основные функции сервера и их характеристики определяются выбором языка, в качестве которого для NeWS был выбран PostScript от Adobe Systems.
Для выполнения поставленных задач язык PostScript был расширен новыми понятиями, среди которых: холст (англ. canvas), процесс (англ. process), событие (англ. event), интерес (англ. interes).

## Лицензирование
Хотя NeWS не была широко распространена, некоторые компании купили лицензии для использования NeWS в своих продуктах.
- SGI использовала версию под названием 4Sight с целью заменить проприетарную оконную систему IRIS GL
- Grasshopper Group портировала NeWS на Macintosh под названием MacNeWS
- Architech Corporation портировала NeWS на OS/2

## Приложения
Одной из немногих коммерческих программ для NeWS была OPEN LOOK-версия настольной издательской системы Adobe FrameMaker, разработанной компанией Frame Technology Corp. при финансовой поддержке Sun Microsystems и NSA. С помощью HyperLook — интерактивной среды для разработки приложений — была портирована в NeWS игра SimCity.